# Francesc Cabré Gonzàlez
Francesc Cabré González (Reus, 21 d'octubre de 1872 - Tarragona, 30 de març de 1921) va ser un escriptor i professor de l'Institut de Reus.
El seu pare era natural de Duesaigües però es casà a Reus on va anar a viure. Francesc Cabré, després de cursar el batxillerat a l'institut reusenc, estudià Filosofia i Lletres a la Universitat de Barcelona. Llicenciat el 1895, prestà serveis com a auxiliar a la càtedra de Lletres de l'Institut de Reus i el 1908 va obtenir per oposició la càtedra de llengua i literatura castellana. Aficionat al ciclisme i membre del Club Velocipedista de Reus, col·laborà a diverses revistes reusenques i estatals, com ara la Revista de Sport, de la que en va ser fundador i director, El Deporte Velocipédico i El Veloz Sport de Madrid. Publicà també articles esportius al Diario de Reus. Soci del Centre de Lectura, va pertànyer a la Secció de Lletres de l'entitat. A partir del 1913 i fins a la seva mort el 1921 va ser secretari de l'Institut de Reus. El 1910-1911 va col·laborar a la revista reusenca Athenaeum i el 1918 va publicar un opuscle, Apuntes para una biografia de don Juan Sol y Ortega. L'interès pel ciclisme el va portar a publicar El velocipedismo y sus relaciones con la higiene, imprès a Tortosa el 1900.
Amb mitjans econòmics, va ser president del consell d'administració de la Companyia Reusenca de Tramvies. Com a secretari de l'Institut de Reus va redactar les memòries d'aquella entitat des del 1913 al 1920. Va ser autor també d'un estudi titulat La Segunda Enseñanza en España, publicat a Barcelona el 1901.